# 보잉 737 MAX

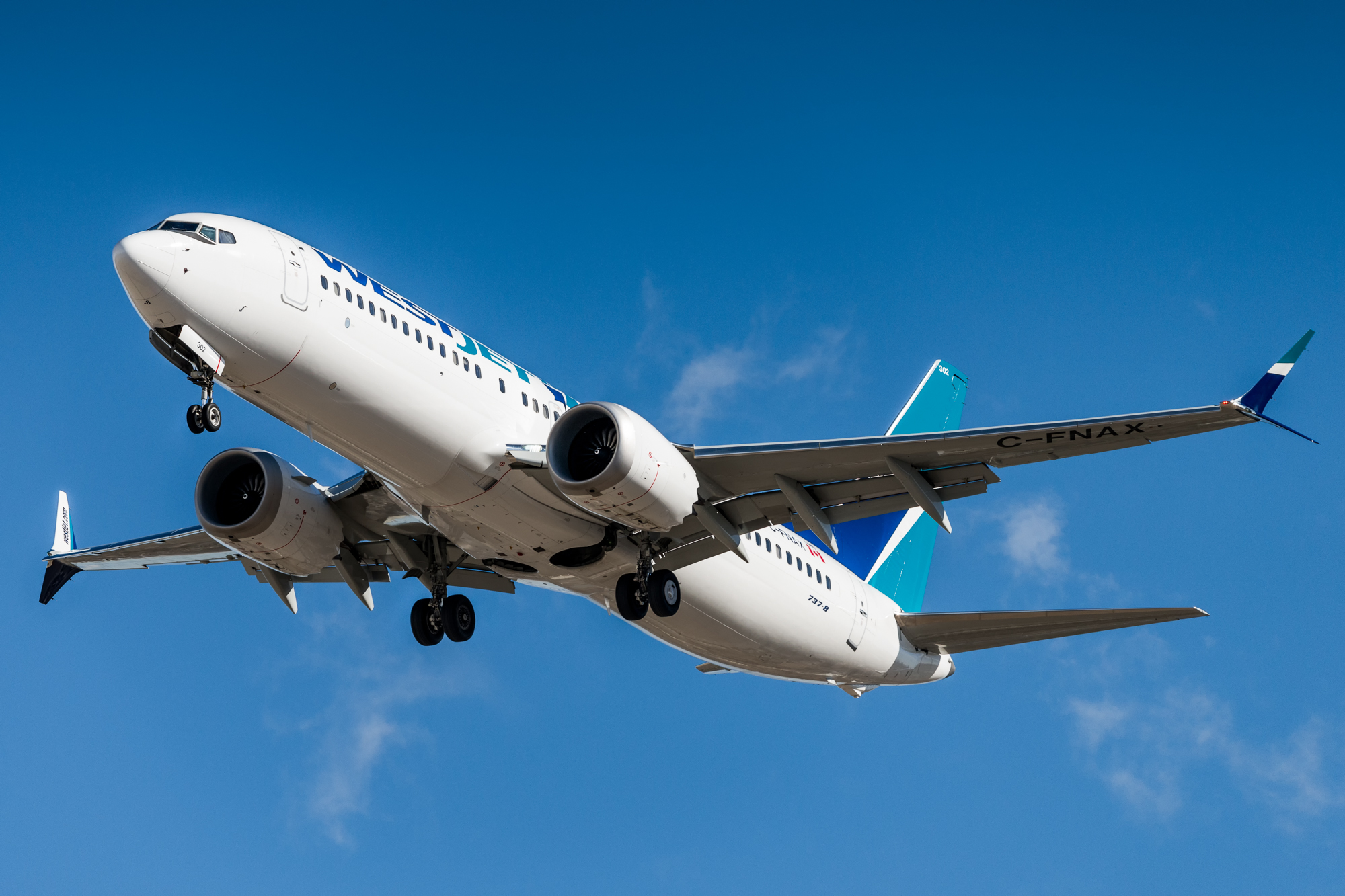
캐나다 앨버타 소재 캘거리 공항에 착륙 중인 웨스트젯 보잉 737 MAX 8

보잉 737 MAX(영어: Boeing 737 MAX)는 보잉에서 설계 후 생산 중인 협동체 차세대 제트 여객기이다. 기존 737 오리지널, 클래식, NG (Next Generation)의 뒤를 잇는 4번째 라인으로, CFM 인터내셔널의 LEAP-1B 엔진을 사용하여 전 세대인 737 NG 시리즈보다 14% 낮은 연료 소모가 될 것이라고 보잉은 밝혔다. 또한 APU의 모양도 뭉툭한 모양에서 뾰족하게 바뀌었다.
첫 번째 신형 항공기(B737 MAX)인 737 MAX 8이 2017년 5월 16일 말레이시아의 말린도 항공에 인도되었고, 5월 22일 쿠알라룸푸르 - 싱가포르 노선에 투입됨으로써 일반에 공개되었다.
대한민국에는 이스타항공을 통해 처음으로 소개되었으며, 대한항공에서도 주문하였다.

## 기종
- 보잉 737 MAX 8
- 보잉 737 max 200(보잉 737 max 8 기반으로, 좌석이 더 많아져 1인당 수송비용이 줄어들었다. 라이언에어가 주로 사용중이다.)
- 보잉 737 MAX 9
- 보잉 737 MAX 10

## 논란
이번 2023년 말에 보잉 737 맥스 9 기종이 순항중에 문이였으나 나사를 끼워 막은 파생형임에도 불구하고 나사가 불량하게 끼워져 있어 문과 창문이 함께 뜯어져 나가며 회항해서 비상착륙한 일이 있었다. 이 일로 미 국방부는 다시 1개월간 보잉 737 맥스 시리즈 이륙금지조치를 재시행하고 조사를 해보니 그 항공사 (알래스카 항공)에서만 무려 46대의 기체가 나사불량이 있었다. 그래도 737 맥스 9의 일부가 아닌 다른 기체들에게는 이상이 없어 다른 보잉 737 MAX 시리즈와 이상이 없는 보잉 737 MAX 기체들에 한해서 조치가 해제되었다. 그러나 이 이후로 보잉의 여러 기체들이 크고 작은 사고를 많이 일으켜 주가가 매우 떨어졌다. 이 일들로 인해 보잉은 다시는 올라오기 힘들 정도의 주가하락이 이루어졌다.
보잉 737 맥스 운항 초기인 2019년의 이륙금지조치는 아래 글이 본문이다.

## 같이 보기
- E-737 - 조기경보기 파생형
- P-8 포세이돈 - 737의 대잠초계기 파생형
- 보잉 737 클래식 - 보잉 737 기종 중 300, 400, 500형을 가리키는 유형의 일종.
- 보잉 737 NG - 보잉 737의 3세대형 기종을 가리키며, 600, 700, 700ER, 800, 900, 900ER 등 6종류로 구성된다.